# Catoblemma anaemacta
Catoblemma anaemacta är en fjärilsart som beskrevs av Turner 1920. Catoblemma anaemacta ingår i släktet Catoblemma och familjen nattflyn. Inga underarter finns listade i Catalogue of Life.